# السهول (المغرب)
السهول هي قرية وجماعة قروية تقع في عمالة سلا بجهة الرباط سلا القنيطرة، المغرب، وبلغ عدد سكانها 19915 نسمة حسب الإحصاء العام للسكان والسكنى لسنة 2014.